# فاوکوویتسه (استان اوپوله)
فاوکوویتسه (به لهستانی: Fałkowice) یک منطقهٔ مسکونی در لهستان است که در گمینا پوکوی واقع شده‌است.